# رود ودسون
رود ودسون (بالإنجليزية: Rod Woodson)‏ هو لاعب كرة قدم أمريكية أمريكي، ولد في 10 مارس 1965 في فورت واين في الولايات المتحدة.

## وصلات خارجية
- رود ودسون على موقع الاتحاد الدولي لألعاب القوى (الإنجليزية)
- رود ودسون على موقع مرجع كرة القدم المحترفة.كوم (الإنجليزية)
- رود ودسون على موقع IMDb (الإنجليزية)
- رود ودسون على موقع قاعدة بيانات الفيلم (الإنجليزية)